# Fisiología comparada

La fisiología comparada es una subdisciplina de la fisiología que estudia y explora la diversidad de características funcionales de varios tipos de organismos. Está estrechamente relacionado con la fisiología evolutiva y la fisiología ambiental. Según Clifford Ladd Prosser: 
"...la fisiología comparada no es tanto una disciplina definida como un punto de vista, una filosofía".

## Historia
Originalmente, la fisiología se enfocaba principalmente en los seres humanos, en gran parte por el deseo de mejorar las prácticas médicas. Cuando los fisiólogos empezaron a comparar diferentes especies, a veces no era por simple curiosidad para entender cómo funcionan los organismos, sino también por el deseo de descubrir principios fisiológicos básicos. Este uso de organismos específicos convenientes para estudiar preguntas específicas se conoce como el Principio de Krogh. 

## Metodología
C. Ladd Prosser, fundador de la fisiología comparativa moderna, describió una amplia agenda para la fisiología comparativa en su volumen editado en 1950:
1.  Describir cómo diferentes tipos de animales satisfacen sus necesidades. Esto equivale a catalogar los aspectos funcionales de la diversidad biológica, y fue criticado por "coleccionar sellos" con la sugerencia de que el campo debería ir más allá de esa fase inicial, exploratoria.
2.  El uso de información fisiológica para reconstruir las relaciones filogenéticas de los organismos. En principio, la información fisiológica podría usarse igual que la información morfológica o la secuencia de ADN para medir la divergencia evolutiva de los organismos.  En la práctica, esto rara vez se ha hecho, por al menos cuatro razones: 
- La fisiología no deja muchas señales fósiles,
- no puede medirse en especímenes de museo,
- es difícil de cuantificar en comparación con la morfología o las secuencias de ADN, y
- es más probable que la fisiología sea más adaptativa que el ADN y, por lo tanto, sujeta a una evolución paralela y convergente, lo que confunde la reconstrucción filogenética.

3.  Para dilucidar cómo la fisiología media las interacciones entre los organismos y sus entornos. Esto es esencialmente ecología fisiológica o fisiología ecológica. 
4.  Identificar "sistemas modelo" para estudiar funciones fisiológicas particulares''. Los ejemplos de esto incluyen el uso de axones gigantes de calamar para comprender los principios generales de la transmisión nerviosa, el uso de los músculos agitadores de la cola de serpiente de cascabel para medir los cambios in vivo en los metabolitos (porque todo el animal se puede colocar en una máquina de RMN), y el uso de Poikilotherms ectotérmicos para estudiar los efectos de la temperatura en la fisiología.
5.  Usar el "tipo de animal" como variable experimental.
"Mientras que otras ramas de la fisiología utilizan variables como la luz, la temperatura, la tensión del oxígeno y el equilibrio hormonal, la fisiología comparativa utiliza, además, especies o tipos de animales como una variable para cada función".
Veinticinco años después, Prosser expresó las cosas de esta manera: "Me gusta pensar que se trata de un método en fisiología que utiliza el tipo de organismo como una variable experimental".
Los fisiólogos comparativos a menudo estudian organismos que viven en ambientes "extremos" (por ejemplo, desiertos) porque esperan encontrar ejemplos especialmente claros de adaptación evolutiva. Un ejemplo es el estudio del balance hídrico en mamíferos que habitan en el desierto, en los que se ha encontrado que exhiben especializaciones renales.
De manera similar, los fisiólogos comparativos se han sentido atraídos por organismos "inusuales", como los muy grandes o los pequeños. Como ejemplo, de estos últimos, se han estudiado los colibríes. Como otro ejemplo, las jirafas se han estudiado debido a sus largos cuellos y la expectativa de que esto conduciría a especializaciones relacionadas con la regulación de la presión arterial. Más generalmente, se han estudiado los vertebrados ectotérmicos para determinar cómo cambia el equilibrio ácido-base en la sangre y el pH a medida que cambia la temperatura corporal. 

## Fondos
En los Estados Unidos, la investigación en fisiología comparada está financiada por los Institutos Nacionales de la Salud y la Fundación Nacional de Ciencias . 

## Sociedades
Una serie de sociedades científicas ofrecen secciones sobre fisiología comparativa, que incluyen: 
- Sociedad fisiológica americana
- Sociedad de Australia y Nueva Zelanda para Fisiología Comparada y Bioquímica
- Sociedad Canadiense de Zoólogos
- Sociedad japonesa de fisiología comparativa y bioquímica
- Sociedad para la biología integrativa y comparativa
- Sociedad de Biología Experimental

## Biografías
Knut Schmidt-Nielsen (1915–2007) fue una figura importante en fisiología comparada con vertebrados, durante muchos años en la facultad de la Universidad de Duke y formó a un gran número de estudiantes (obituario) .  También fue autor de varios libros, incluido un texto influyente, todos conocidos por su estilo de escritura accesible. 
Grover C. Stephens (1925–2003) fue un conocido fisiólogo de invertebrados, y se desempeñó en la facultad de la Universidad de Minnesota hasta convertirse en el presidente fundador del Departamento de Biología Organísmica de la Universidad de California en Irvine en 1964.  Fue el mentor de numerosos estudiantes graduados, muchos de los cuales han continuado construyendo el campo (obituario) .  Fue autor de varios libros y, además de ser un biólogo consumado, también fue un pianista y filósofo consumado. 

## Algunas revistas que publican artículos sobre fisiología animal comparada
- American Journal of Physiology - Regulatory, Integrative and Comparative Physiology
- Annual Review of Physiology
- Comparative Biochemistry and Physiology
- Integrative and Comparative Biology
- Journal of Comparative Physiology
- Journal of Experimental Biology
- Physiological and Biochemical Zoology

## Otras lecturas
- Barrington, E. J. W. 1975. Comparative physiology and the challenge of design. Journal of Experimental Zoology 194:271-286.
- Clark, A. J. 1927. Comparative physiology of the heart. Cambridge University Press, London.
- Dantzler, W. H., ed. 1997. Handbook of physiology. Section 13: comparative physiology. Vol. I. Oxford Univ. Press, New York.
- Dantzler, W. H., ed. 1997. Handbook of physiology. Section 13: comparative physiology. Vol. II. Oxford Univ. Press, New York. viii + 751-1824 pp.
- Feder, M. E., A. F. Bennett, W. W. Burggren, and R. B. Huey, eds. 1987. New directions in ecological physiology. Cambridge Univ. Press, New York. 364 pp.
- Garland, T., Jr., and P. A. Carter. 1994. Evolutionary physiology. Annual Review of Physiology 56:579-621. PDF Archivado el 12 de abril de 2021 en Wayback Machine.
- Gibbs, A. G. (1999). «Laboratory selection for the comparative physiologist». Journal of Experimental Biology 202: 2709-2718.
- Gilmour, K. M.; Wilson, R. W.; Sloman, K. A. (2005). «The integration of behaviour into comparative physiology». Physiological and Biochemical Zoology 78: 669-678. doi:10.1086/432144.
- Gordon, M. S., G. A. Bartholomew, A. D. Grinnell, C. B. Jorgensen, and F. N. White. 1982. Animal physiology: principles and adaptations. 4th ed. MacMillan, New York. 635 pages.
- Greenberg, M. J., P. W. Hochachka, and C. P. Mangum, eds. 1975. New directions in comparative physiology and biochemistry. Journal of Experimental Zoology 194:1-347.
- Hochachka, P. W., and G. N. Somero. 2002. Biochemical adaptation — mechanism and process in physiological evolution. Oxford University Press. 478 pp.
- Mangum, C. P., and P. W. Hochachka. 1998. New directions in comparative physiology and biochemistry: mechanisms, adaptations, and evolution. Physiological Zoology 71:471-484.
- Moyes, C. D., and P. M. Schulte. 2006. Principles of animal physiology. Pearson Benjamin Cummings, San Francisco. 734 pp.
- Prosser, C. L., ed. 1950. Comparative animal physiology. W. B. Saunders Co., Philadelphia. ix + 888 pp.
- Randall, D., W. Burggren, and K. French. 2002. Eckert animal physiology: mechanisms and adaptations. 5th ed. W. H. Freeman and Co., New York. 736 pp. + glossary, appendices, index.
- Ross, D. M. (1981). «Illusion and reality in comparative physiology». Canadian Journal of Zoology 59: 2151-2158. doi:10.1139/z81-291.
- Schmidt-Nielsen, K. 1972. How animals work. Cambridge University Press, Cambridge.
- Schmidt-Nielsen, K. 1984. Scaling: why is animal size so important? Cambridge University Press, Cambridge. 241 pp.
- Schmidt-Nielsen, K. 1997. Animal physiology: adaptation and environment. 5th ed. Cambridge University Press, Cambridge. ix + 607 pp.
- Schmidt-Nielsen, K. 1998. The camel's nose: memoirs of a curious scientist. 352 pp. The Island Press. Review
- Somero, G. N. 2000. Unity in Diversity: A perspective on the methods, contributions, and future of comparative physiology. Annual Review of Physiology 62:927-937.
- Stephens, G.C.; Schinske, R.A. (1961). «Uptake of amino acids by marine invertebrates». Limnology and Oceanography 6 (2): 175-181. doi:10.4319/lo.1961.6.2.0175.
- Stephens, G.C. (1982). «Recent progress in the study of "Die Ernährung der Wassertiere und der Stoffhaushalt der Gewasser"». American Zoologist 22 (3): 611-619. doi:10.1093/icb/22.3.611.
- Manahan, D.T.; Wright, S.H.; Stephens, G.C.; Rice, M.A. (1982). «Transport of dissolved amino acids by the mussel, Mytilus edulis: Demonstration of net uptake from seawater by HPLC analysis». Science 215 (4537): 1253-1255. doi:10.1126/science.215.4537.1253.
- Swallow, J. G.; Jr; Garland, T. (2005). «Selection experiments as a tool in evolutionary and comparative physiology: insights into complex traits - An introduction to the symposium». Integrative and Comparative Biology 45 (3): 387-390. PMID 21676784. doi:10.1093/icb/45.3.387.
- Willmer, P., G. Stone, and I. Johnston. 2005. Environmental physiology of animals. Second edition. Blackwell Science, Oxford, U.K. xiii + 754 pp.

- Datos: Q5155643